# Inma Shara
Inma Shara (nom artístic d'Inmaculada Lucía Saratxaga Menoyo o Sarachaga Menoyo) (Amurrio, Àlaba 1972) és una directora d'orquestra basca.

## Trajectòria professional
Va començar als 4 anys amb la música i als 16 es va decantar per la batuta. Va estudiar al Conservatori de música de Bilbao i en el de Vitòria. Ha dirigit les orquestres simfòniques espanyoles més importants i ha col·laborat amb algunes de les millors orquestres del món com la London Philharmonic Orchestra, Filharmònica d'Israel i les simfòniques Txeca, Russa, de Roma, Taiwan, Milà, Lituània, Ucraïna, etc. També col·labora amb solistes de la talla de Mischa Maisky, Borís Berezovski o Shlomo Mintz, entre d'altres. Va debutar com a directora d'orquestra el 1999, amb 27 anys.
En 2007 va ser escollida membre de nombre de la Jakiunde, Acadèmia de les Ciències, de les Arts i de les Lletres del País Basc. Al desembre de 2008 va ser la primera dona que va dirigir un concert en el Vaticà. Va ser davant 7.000 persones i el papa Benet XVI amb motiu del 60è aniversari de la Declaració Universal dels Drets Humans.
En 2009 va ser guardonada amb el premi a l'Excel·lència Europea "per la seva projecció internacional i la seva aportació a la música clàssica", condecoració que comparteix amb el president de la Comissió Europea, José Manuel Durao Barroso, Landelino Lavilla Alsina, conseller permanent del Consell d'Estat, i altres entitats espanyoles. Va ser nomenada Ambaixadora Honoraria de la Marca Espanya, premi concedit pel Foro de Marcas Renombradas (Fòrum de Marques de Renom) per ser «una de les més brillants representants de la nova generació de directors d'orquestra d'Espanya» i per la seva trajectòria professional. En 2010 va ser convidada per la Comissió Europea i la Sociedad Estatal para Exposiciones Internacionales (Societat Estatal Espanyola per a Exposicions Internacionals) per dirigir el concert de clausura del «Dia d'Europa» a l'Exposició Universal de Xangai (2010) al capdavant de la Jove Orquestra Europea.
Des de 2007 col·labora amb la marca de rellotges suïssos Vacheron Constantin com a imatge mundial de l'empresa i Ambaixadora Cultural. Sota els auspicis d'aquesta marca va dirigir un concert a Madrid, amb l'assistència de Sa Majestat la Reina Sofia i els beneficis de la qual van ser destinats íntegrament a la Fundació Reina Sofia per al projecte Alzheimer. També ha dirigit concerts en suport a diverses organitzacions sense ànim de lucre dedicades a la lluita contra la fam, suport a la infància, concerts homenatge a les víctimes del terrorisme, celebracions musicals per recaptar fons per a malalties com el càncer, etc. A més de col·laborar amb l'anterior marca de rellotges, també ho va fer amb la marca de vehicles Lexus.
En 2010 va dirigir l'Orquestra Simfònica Nacional Txeca en el concert inaugural de la programació musical del Xacobeo. Durant l'actuació, l'Orquestra Simfònica Nacional Txeca va interpretar per primera vegada la "Melodia de Mondariz", creada en exclusiva per Inma Shara per a aquest concert i va evocar a través de peces d'Eduard Grieg, Giacomo Puccini, Samuel Barber i Txaikovski quatre episodis rellevants en la història del balneari de Mondariz: l'esplendor, temps de guerra, el gran incendi i la recuperació. Inma Shara va realitzar amb l'Orquestra Simfònica Nacional Txeca una gira de set concerts per diferents ciutats espanyoles (València, Saragossa, Pamplona, Madrid, Sevilla, Valladolid i Bilbao). En les vetllades d'aquesta gira va abordar un programa musical estructurat en tres parts i que estava compost per peces d'Edvard Grieg (Holberg Suite, opus. 40), Dmitri Xostakóvitx (Waltz n. 2 "Jazz Suite N. 2) i Piotr Ilitx Txaikovski (Serenata per a cordes", in C. Op.48).
Amb la casa Sony Music ha tret al mercat diversos projectes discogràfics, l'últim a la fi del 2011.
La Junta Directiva de l'Associació Espanyola de Directors de Recursos Humans (AEDRH), per unanimitat, va decidir atorgar el Premi Gestor de Persones 2014 a la directora d'Orquestra Inma Shara, tant per la seva trajectòria professional com per la seva capacitat de lideratge, direcció, compromís i les seves habilitats en la gestió del seu equip de professionals d'alt rendiment.
Va dirigir el Concert Solidari ‘A Team for the World: Africa’, el 2 de febrer de 2013, el 2 de febrer de 2013, a l'Auditori Nacional de Música de Madrid, en una solidària iniciativa que pretenia donar suport als projectes de l'organització Harambee Africa International al continent africà. A l'octubre del mateix any (2013) va dirigir dos concerts organitzats per la Fundació Pare Arrupe: el dia 18 d'octubre amb motiu de la 6a Edició de Cinema en Concert i el dia 19 un homenatge al cantautor Juan Carlos Calderón (1938-2012) al costat del grup de folc, El Consorcio. Posteriorment, el 15 de febrer de 2014, va dirigir l'orquesta Camerata Pro Arte per oferir un nou Concert Harambee, a fi de recaptar fons destinats a ajuda humanitària per Àfrica. L'audició va tenir lloc a la Sala de Cambra de l'Auditori Nacional de Música de Madrid.
Va actuar a Lima en juny de 2014 com a part de les celebracions pels 25 anys de treball al Perú de l'ONG Ayuda en Acción Arxivat 2017-06-03 a Wayback Machine.. Inma Shara va dirigir un concert de música clàssica al Museu d'Art Contemporani (MAC) de Lima al capdavant d'una orquestra formada per destacats instrumentistes, que van oferir en el seu repertori obres de Grieg, Xostakóvitx i Mozart. Col·labora amb Ajuda en Acció des de fa diversos anys amb concerts solidaris i com a padrina de programes infantils de música per a nens amb pocs recursos.
Va inaugurar els cursos d'estiu de les universitats navarreses al saló d'actes del Palau del Condestable de Pamplona el 2015 amb la ponència titulada Dirección armónica: el liderazgo que genera armonía. Ha dut a terme una gira de música gospel a la que han assistit gairebé 15.000 persones.
Shara va dirigir el concert de música clàssica al costat de l'orquestra Camerata Pro Arte a l'Auditori Nacional de Música de Madrid amb motiu del 50 aniversari de la Fundació Joan XXIII a favor de les persones amb discapacitat intel·lectual que es va celebrar el 3 de novembre de 2016. En aquest mateix esdeveniment el cor de la Fundació, compost per 15 persones amb discapacitat intel·lectual, també va participar en aquesta celebració cantant L'oda a l'alegria o Cant de joia de la mà de la directora d'orquestra, al final del concert.

## Premis i reconeixements
- 2009 Premi a l'Excel·lència Europea[25]
- 2009 Premi Sabino Arana
- 2010 Premiada EVAP/BPW España (Asociación de Empresarias y Professionales de Valencia, i Business and Professional Women España)[26][27]
- 2011 Ambaixadora Honoraria de la Marca Espanya (del: Foro de Marcas Renombradas Españolas, Madrid)[28]
- 2014 Premi Gestor de persones (Associación Española de Directores de Recursos Humanos, AEDRH)[22]

## Obres
- La isla de los sonidos. Vol I y II. (2010). Llibre i CD de música clàssica.
- La batuta invisible. El liderazgo que genera armonía.[11]